# Rhaphuma reticulata
Rhaphuma reticulata là một loài bọ cánh cứng trong họ Cerambycidae.